# کتاب بزرگ شرارت
کتاب بزرگ شرارت (به انگلیسی: The Big Book of Mischief(TBBOM)) کتابی است از دیوید ریچاردز. این کتاب راهنما پروسه ساخت و منفجر کردن انواع مختلف مواد منفجره را توضیح می‌دهد. از جمله این بمب‌ها می‌توان به بمب‌های یخ خشک و نیتروگلیسرین اشاره کرد. ساختن دستگاهه‌های اشاره شده در این کتاب غیرقانونی و به شدت خطرناک است.
در بازنگری اطلاعات موجود در اسناد، یک نسخه از کتاب بزرگ شرارت، بعده‌ها با نام کتاب راهنمای تروریست‌ها (از جولی راجر)، بین سال‌های ۱۹۸۷ و ۱۹۸۹ جمع‌آوری شد. یک نسخه رایج تر، که براساس کتاب‌های راهنما و دیگر منابع زیرزمینی ساخته شد، اولین بار در صبح زود ۸ اوت ۱۹۹۰ با نام تروریست کامل امروز منتشر شد. و بعد عنوان امروزی آن در تجدید چاپ ۳۱ مارس ۱۹۹۱ به آن داده شد.
معمول‌ترین و در دسترس‌ترین نسخه کتاب بزرگ شرارت، نسخه ۱٫۵ است (۱۹۹۳).